# Karl Schulze (Boxer)
Karl Schulze (* 14. Mai 1907 in Wandsbek; † 1935) war ein deutscher Amateur- und Profiboxer.
Karl Schulze wurde 1925 und 1926 deutscher Meister der Amateure im Fliegengewicht. 1925 war er bei den Europameisterschaften in Stockholm hinter Emile Pladner aus Frankreich und J. W. James aus England auf den dritten Platz gekommen.
Im Juli 1928 begann er in Berlin seine Profikarriere. Gegen Urban Grass kam er zu einem technischen K.-o.-Sieg in der zweiten Runde. Bereits zwei Monate später erfolgten seine ersten Niederlagen. Zweimal in Folge verlor Schulze gegen Harry Stein nach Punkten. Im Januar 1929 gewann er durch K. o. über Erich Kohler die deutsche Meisterschaft im Fliegengewicht. Noch im gleichen Jahr verlor er seinen Titel, da Schulze Gewichtsprobleme hatte. Er startet von nun an im Bantamgewicht. Im Herbst schon konnte er sich hier die deutsche Meisterschaft holen. Diesen Titel behielt er bis Juli 1930. 1932 trat er zweimal gegen den noch ungeschlagenen Richard Stegemann an, verlor aber beide Vergleiche. Am 21. Oktober 1932 bestieg Schulze in Stuttgart zum letzten Mal als Profi den Ring. Gegen Hans Schiller musste Schulze in der dritten Runde eine K.-o.-Niederlage einstecken.
1935 ertrank Karl Schulze beim Baden in der Elbe.